# Dvenadtsatogo Dekabrya
Dvenadtsatogo Dekabrya (ryska: Dvenadtsatogo Dekabr’) är en ort i Kazakstan.   Den ligger i oblystet Almaty, i den sydöstra delen av landet, 1 000 km söder om huvudstaden Astana. Dvenadtsatogo Dekabrya ligger 657 meter över havet och antalet invånare är 7 238.
Terrängen runt Dvenadtsatogo Dekabrya är platt. Runt Dvenadtsatogo Dekabrya är det mycket tätbefolkat, med 2 915 invånare per kvadratkilometer. Närmaste större samhälle är Almaty, 18,0 km söder om Dvenadtsatogo Dekabrya. Runt Dvenadtsatogo Dekabrya är det i huvudsak tätbebyggt.